# A Night on the Town (album Bruce’a Hornsby’ego)
A Night on the Town – trzeci i zarazem ostatni album Bruce’a Hornsby’ego z zespołem The Range. Następne albumy tego artysty będą solowe. Ostatni utwór z tej płyty, "Across the River", znalazł się, na tydzień, na pierwszym miejscu listy Mainstream Rock Tracks magazynu Billboard.
Utwory 1 oraz 3-6 autorstwa Bruce’a Hornsby’ego i Johna Hornsby’ego. Utwory 2 i 7-11 autorstwa Bruce’a Hornsby’ego.